# Sergio Wartenberg
Sergio Wartenberg Hernández (Valdivia, 14 de diciembre de 1928 - San Fernando, 31 de mayo de 2014) fue un político chileno, alcalde, concejal y el primer gobernador tras el retorno a la plena democracia.

## Primeros años de vida
Fue hijo de un inmigrante alemán, y perdió a su padre a temprana edad, mientras su madre y hermana se radicaban en Santiago, el ingresó a la Escuela Normal de Chillán donde obtuvo el título de Profesor de Educación General Básica en el año 1948. Empezó su trabajo docente en la Escuela Hogar de Santa Cruz en el año 1950, de allí pasó a la Escuela de La Finca en la Isla de Yaquil y al grupo Escolar de Santa Cruz, hoy Escuela Luis Oyarzún Peña.
Junto a un grupo de distinguidos vecinos y profesores creó el Liceo Vespertino y el Liceo de Hombres de Santa Cruz.

## Vida pública
En las actividades sociales, culturales y deportivas en Santa Cruz fue fundador del Círculo José Toribio Medina y de la Logia Masónica Adeodato García Valenzuela N°122 en el año 1966, presidente de la asociación de fútbol; expresidente del Rotary Club, didrigente del Club Deportivo Paniahue y del Club de Caza y Pesca. 
Fue director del diario El Cóndor de Santa Cruz entre los años 1964 y 1970.
En su calidad de hombre político, estuvo toda una vida ligado al Partido Radical Socialdemócrata (PRSD). Fue dirigente nacional del PRSD y llegó a ocupar el cargo de Secretario General del PRSD.
Desarrolló una intensa vida política en la VI región, fue regidor de Santa Cruz en dos periodos y además alcalde en el año 1970. Durante el gobierno de Salvador Allende estuvo a cargo de la Empresa Nacional de Comercio Agrícola (ECA), en el año 1974, se vio obligado a abandonar el país y junto a su familia partió al exilio, radicándose en Venezuela y luego en México, donde desempeñó labores de asesoría en diferentes empresas de gobierno y educacionales, además de una vasta labor política internacional que los hizo reconocido en América Latina y El Caribe.
A su regreso a Chile, ocupó el cargo de Gobernador de la Provincia de Colchagua entre los años 1990 y 1994. En las elecciones municipales de 1996 fue elegido concejal por la comuna de San Fernando y entre los años 1994 - 1999, ocupó la Presidencia del Directorio de la Empresa de Servicios Sanitarios del Libertador (ESSEL) encabezando el proceso de privatización de la sanitaria que se concretó a finales del año 1999.
Dirigente nacional del Partido Radical en varias ocasiones.
En 2002, fue elegido Ciudadano Ilustre de San Fernando.
Falleció en la tarde del 31 de mayo de 2014, en su hogar en la ciudad de San Fernando. Sus restos mortales fueron velados en el Cementerio Parque Recoleta, en Santiago, lugar donde se realizaron sus funerales al mediodía del día siguiente, para luego ser cremados.

## Historial electoral

### Elecciones municipales de 1996
- Elecciones Municipales de 1996, para San Fernando[2]

| Candidato                   | Pacto                          | Partido         | Votos | %     | Resultado |
| --------------------------- | ------------------------------ | --------------- | ----- | ----- | --------- |
| Guido Polidori Montoya      | Concertación por la Democracia | ILB             | 590   | 1,97  |           |
| José Figueroa Jorquera      | La Izquierda                   | PC              | 5.870 | 13,07 | Concejal  |
| Marcos Medina Soto          | La Izquierda                   | PC              | 210   | 0,70  |           |
| María Paz Correa Tapia      | La Izquierda                   | Indep. Lista C  | 151   | 0,50  |           |
| Mónica Cid Palma            | Alianza                        | IND. L D        | 514   | 1,72  |           |
| Aquiles Cornejo Cornejo     | Alianza                        | RN              | 7.886 | 26,36 | Alcalde   |
| Manuel Maturana Ubilla      | Alianza                        | RN              | 1.236 | 4,13  | Concejal  |
| Marta Cádiz Coppia          | Alianza                        | RN              | 1.008 | 3,37  | Concejal  |
| Fernando López Moreno       | Opción Humanista               | PH              | 204   | 0,68  |           |
| Fiorina González Moya       | Opción Humanista               | PH              | 110   | 0,37  |           |
| Raúl Herrera Herrera        | Concertación por la Democracia | PDC             | 3.678 | 12,30 | Concejal  |
| Jorge Parraguez Bravo       | Concertación por la Democracia | PDC             | 667   | 2,23  |           |
| Sergio Wartenberg Hernández | Concertación por la Democracia | PRSD            | 2.478 | 8,28  | Concejal  |
| Lorenzo González Cabrera    | Concertación por la Democracia | PS              | 900   | 3,01  |           |
| Omar Jofré Fuentes          | Concertación por la Democracia | IND. Lista F PS | 270   | 0,90  |           |
| Luis Riquelme Maturana      | Concertación por la Democracia | PPD             | 3.301 | 11,04 |           |